# 球戯場
球戯場（きゅうぎじょう、仏: Salle du Jeu de Paume）は、フランス、ヴェルサイユにある、ルイ14世以来、王族達がテニスの原型の球戯（ジュ・ド・ポーム）を楽しんだ屋内コートであり、現存するジュ・ド・ポームのコートの一つである。1789年6月20日には、議会場を締め出された議員が集まり「球戯場の誓い」を行なった。
現在は球戯場ではなく、ヴェルサイユ宮殿管轄の国立博物館となっており、入場無料。

## 所在地
ヴェルサイユのヴュー・ヴェルサイユ通りとフォントネ通りの間にあるジュ・ド・ポーム通り（Rue du Jeu de Paume, Versailles, France）の東側。ヴェルサイユ宮殿を正面（正門から広場方向）にすると、右（南）側の旧市街に位置する。

## 展示内容
現存する17世紀の球戯場として建物自体が見学の対象であるが、その他以下の展示物がある：
- 1883年の改修以来壁に掲げられている、未完に終わった絵画『球戯場の誓い』（ジャック＝ルイ・ダヴィッド）を原寸大に再現した絵画

- 同改修時に設置された、宣誓するジャン＝シルヴァン・バイイの彫像

- 主要議員の胸像

- 複製による革命当時の世相を表す銅版画、ダヴィッドの下絵の説明などの展示

## 沿革

### 建設前

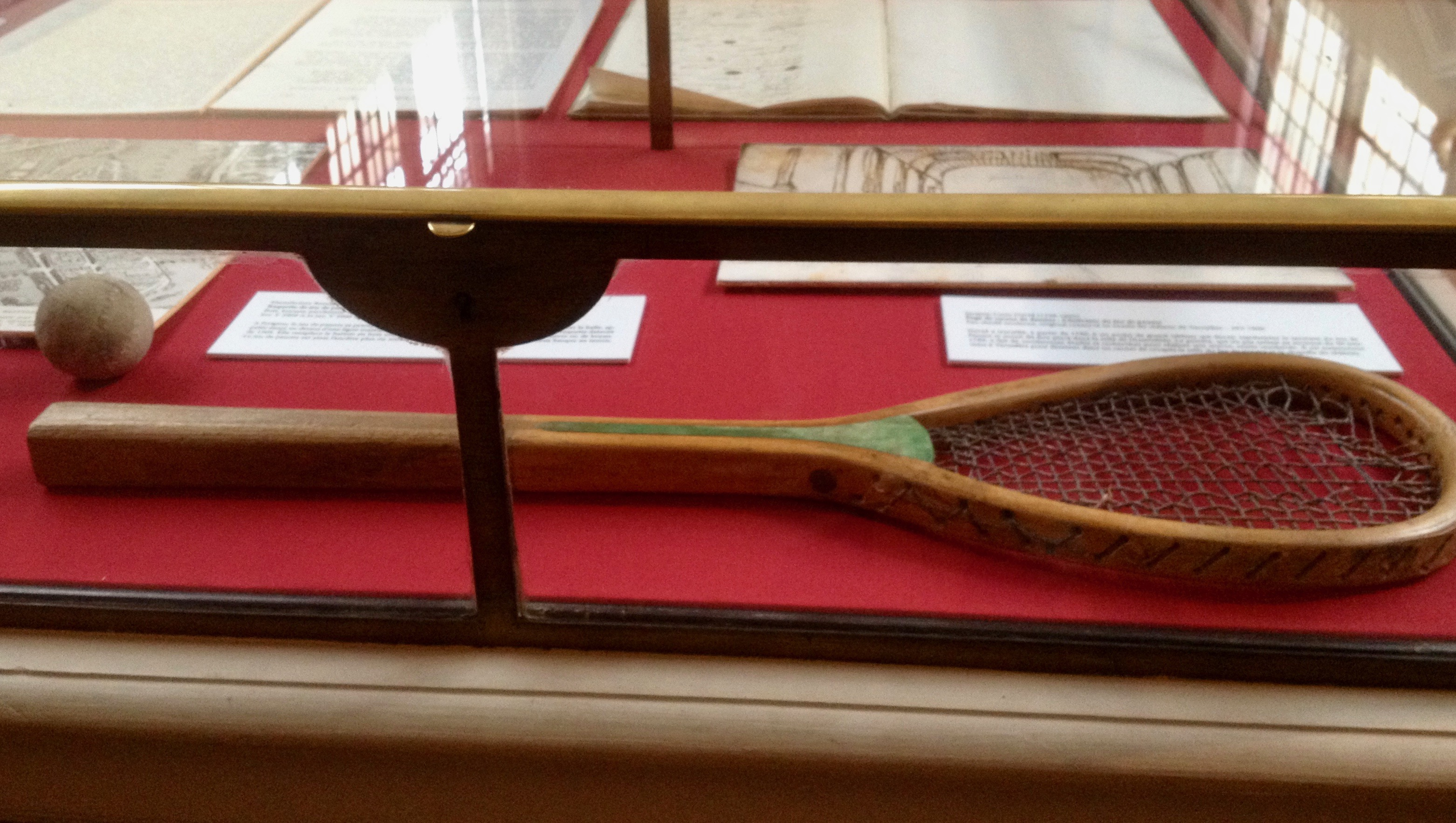
館内に展示されているジュ・ド・ポームのラケットの例（16世紀）

1630年頃、ルイ13世の建築家フィリベール・ル・ロワが、王のための球戯場を宮殿南側に建設。33x14mの縦に長い建物で、コートの周囲三方に観客用のギャラリーがあった。
1682年までに、ルイ14世が球戯場及び隣接するサンジュリアン教会を取り壊し、跡地に、1682-1684年、主に宮殿に食事を給仕するための建物、グラン・コミュンを建設。

### 建設
1686年、ルイ14世の命で、ヴェルサイユ市内に、ニコラ・クルテにより球戯場が建てられた。王族が使うためのものであったが持ち主は個人であった。
ルイ14世以降、王族が頻繁に利用し、ルイ16世の時代にジュ・ド・ポームの人気が高まり、革命直前まで使われていた。

### 革命時の出来事
1789年5月5日、財政難解決のため、ルイ16世が主催する全国三部会がヴェルサイユ市内の議会場ムニュ・プレズィール館で開かれるが、議決方法を巡って第一、二身分の議員と対立した第三身分議員の抵抗が高まり、6月17日、第三身分による「国民議会」が独自に発足、王が危機を察知して議会場を室内の修理の名目で閉鎖。6月20日、議会場を締め出された第三身分の議員と、同意した一部の第一、二身分の議員が議論を続ける場所を探した結果、ジョゼフ・ギヨタンの提案で球戯場に集まり、「憲法制定までは国民議会は解散しない」旨の宣誓を行う。いわゆる「球戯場の誓い」。

### 革命後
1793年、球戯場が国有になる。
その後は、球戯以外の様々な用途に用いられた：
1804年、画家アントワーヌ＝ジャン・グロのアトリエ。
1815年、軍人のホスピス。
1830−48年の七月王政時代、ルイ・フィリップから庇護を受けていた画家オラース・ヴェルネのアトリエ。
1848年2月、二月革命により第二共和政が発足。3月14日には市民による祝宴がこの球戯場で開かれ、再び革命の場所として脚光を浴びる。
1848年3月24日、フランス内務省の文化財保護政策により、歴史的建造物に指定された。

### 革命博物館の設立
1880年、前年にヴェルサイユ宮殿の建築家に指名されたエドモン・ギョームの監督により、革命を記念する博物館になるよう、内部の改修が行われる。
1883年6月20日、革命博物館(Musée de la Révolution) としてオープン。
1988年、大規模な改修の後、革命200年（1989年）を記念して、フランソワ・ミッテラン大統領により再オープン。

#### 1883年オープンのための改修と展示
- オーギュスト・カインが、宮殿の庭の「ドームの木立(Bosquet des Dômes) 」で使われていた大理石の柱を使い[5]、ドーリア式の柱のあるファサード風オブジェを設置。

- ルネ・ド・サン＝マルソー 作の、宣誓するバイイ像（1883年）が、カーンのオブジェを背景に設置される。
- フランス全国から集まって宣誓に署名した議員たちの名と所属地域が周囲の壁に帯状に並べて記される。

- 主要議員の胸像が設置される。

- 入り口上部に記念プレートが掲示される。

- 1883年、未完のままのジャック＝ルイ・ダヴィッドの絵画『球戯場の誓い』(1790-91) が、リュック＝オリヴィエ・メルソンにより再現され、場内北側の壁に展示。10x6m。カンバスにグリザイユ、一部に彩色。

ダヴィッドが1791年のルーブル美術館の絵画サロンで公開した下絵(66x101cm)を基にした銅版画（ジャン＝ピエール＝マリー・ジャゼによる、1825）を参考に、予定されていた大きさ(7x10m)に近づけ、さらに軽く彩色をして再現した。すなわちこの作品は模写であると同時に、考証による多少のオリジナリティも反映されている。

##### ダヴィッドの原画の経緯
ダヴィッドは画家で政治家でもあり、所属していたジャコバン党員に対して制作資金を募ったが必要額が集まらず、加えて、描かれている議員の一人であるミラボーが、没後に王との書簡が表沙汰になって裏切り者との印象を国民に与えるなど政治的理由もあり、1793年に作品完成を放棄した。
ルーブルの絵画サロンに出した下絵、原寸大のデッサンの中央部分はヴェルサイユ宮殿内にて保管。デッサンはダヴィッドの没後1826年に三等分されて競売に出され、1836年にルーブル美術館が全体を購入したが、現在、左右部分のデッサンは散逸。

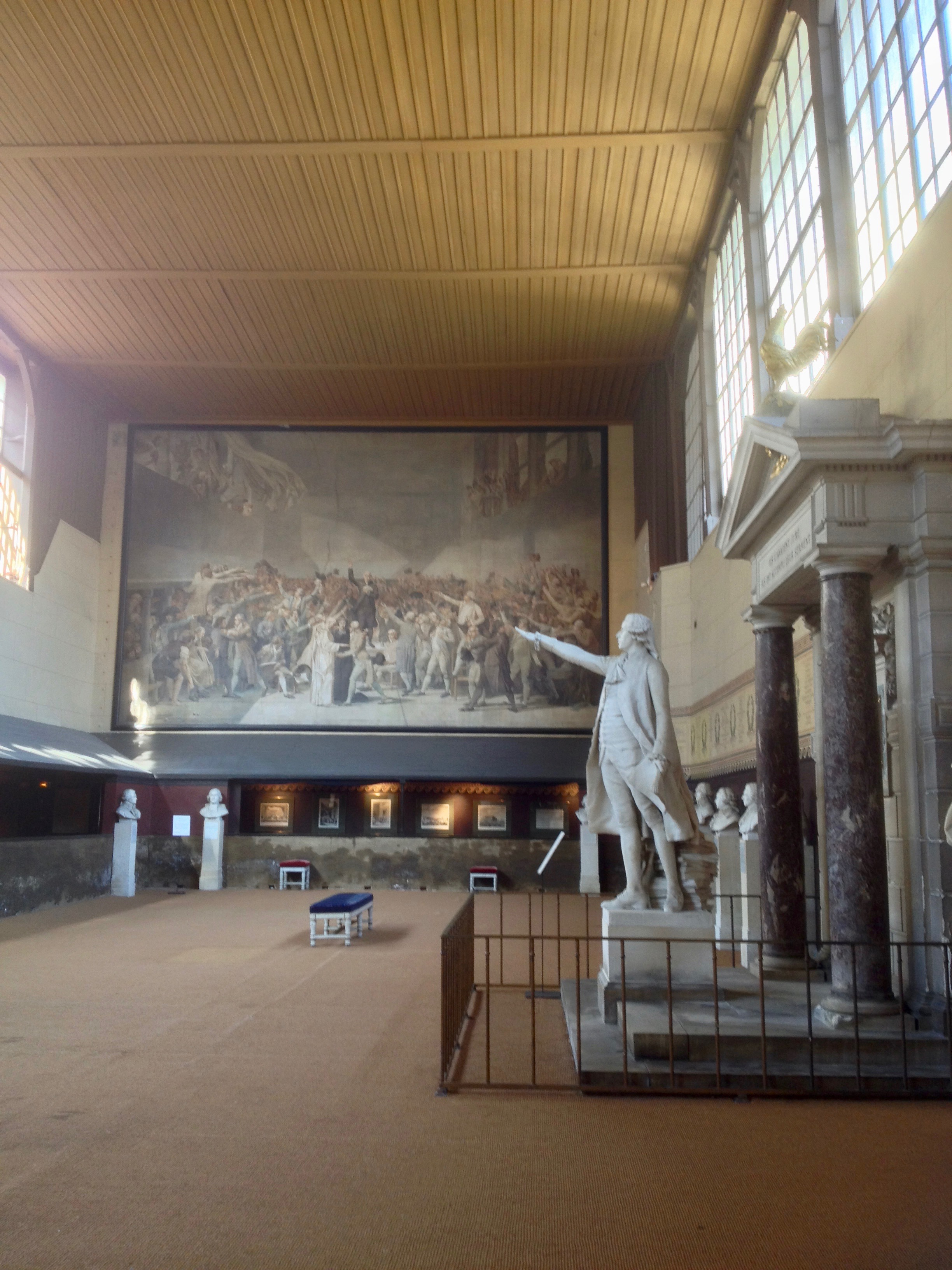
コート内の展示と、北側の壁にあるダヴィッドの絵の再現画。
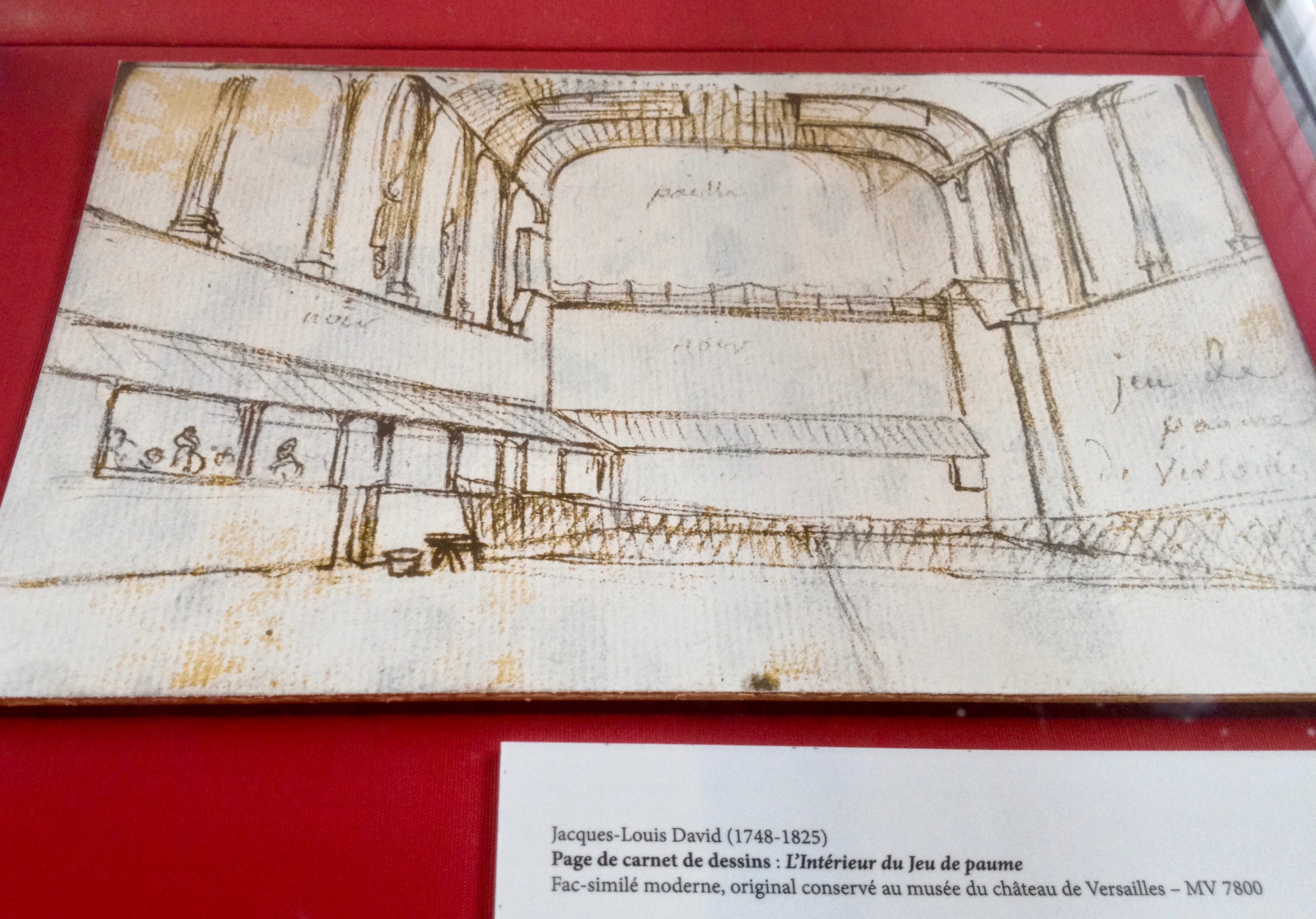
ダヴィッドによる球戯場のデッサン。天井がドーム型。
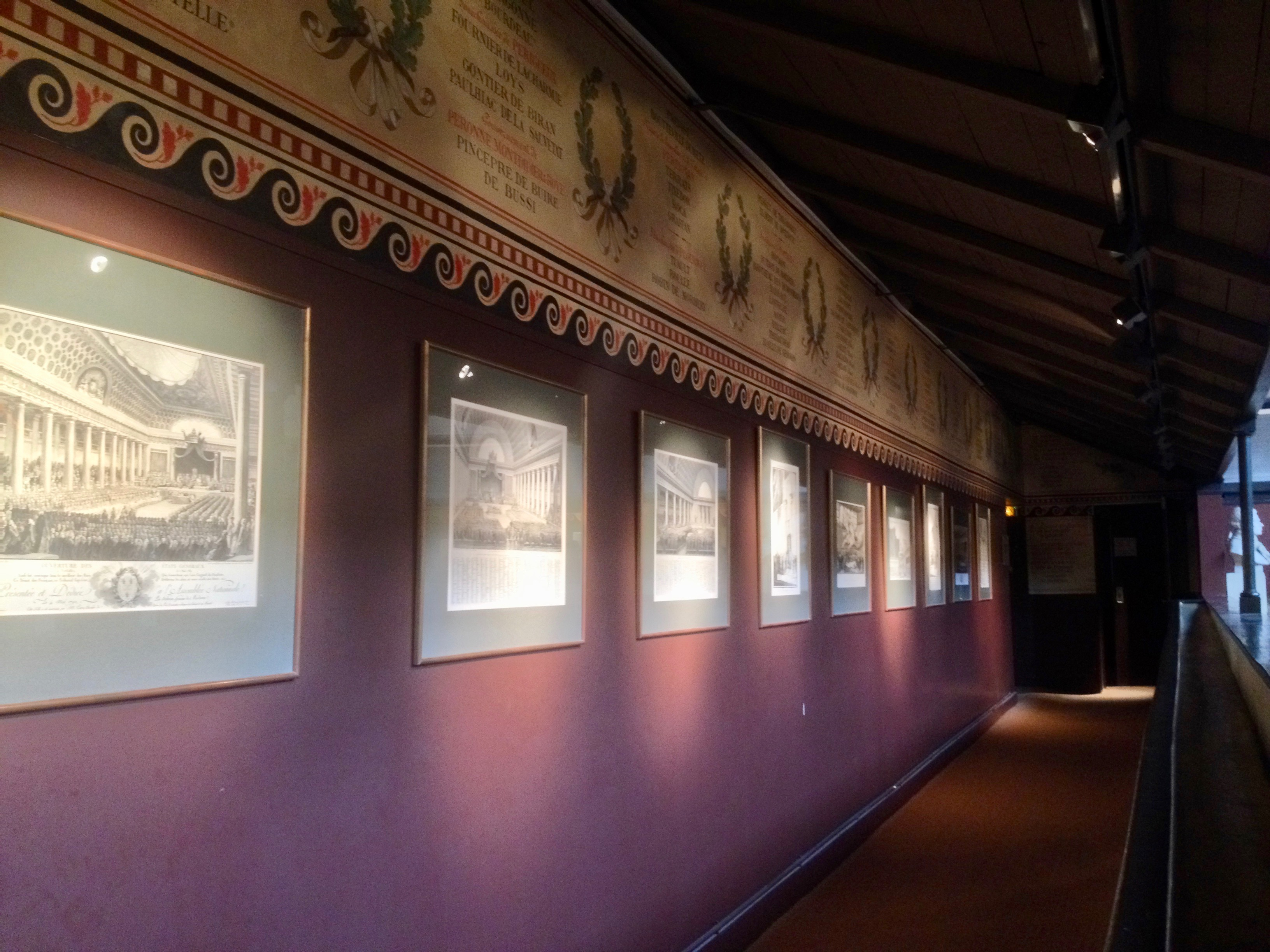
ギャラリー。複製画の展示。写真右端、コート側にボールを置く溝。
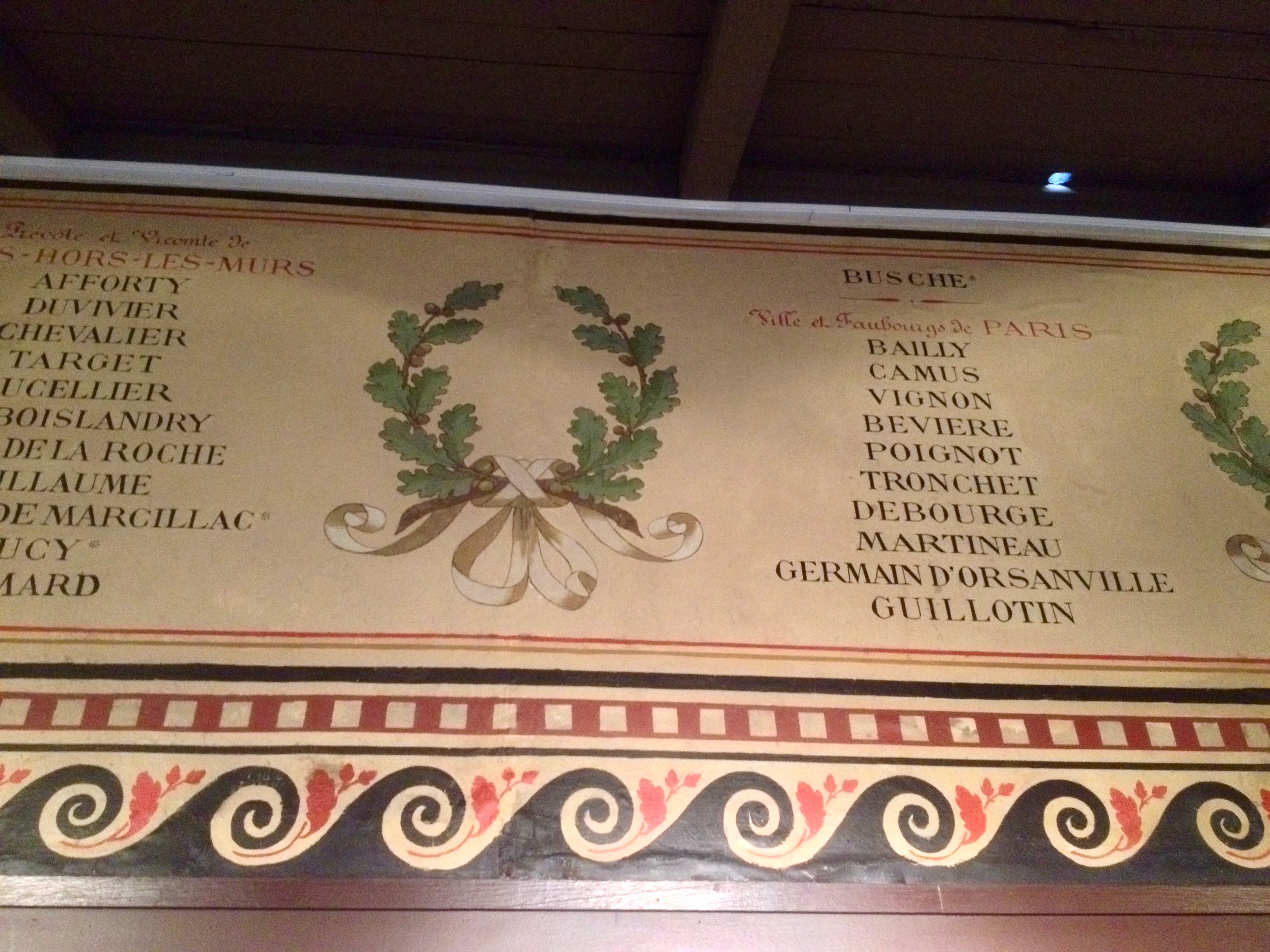
参加した議員たちの名前一覧。パリの議員の名。
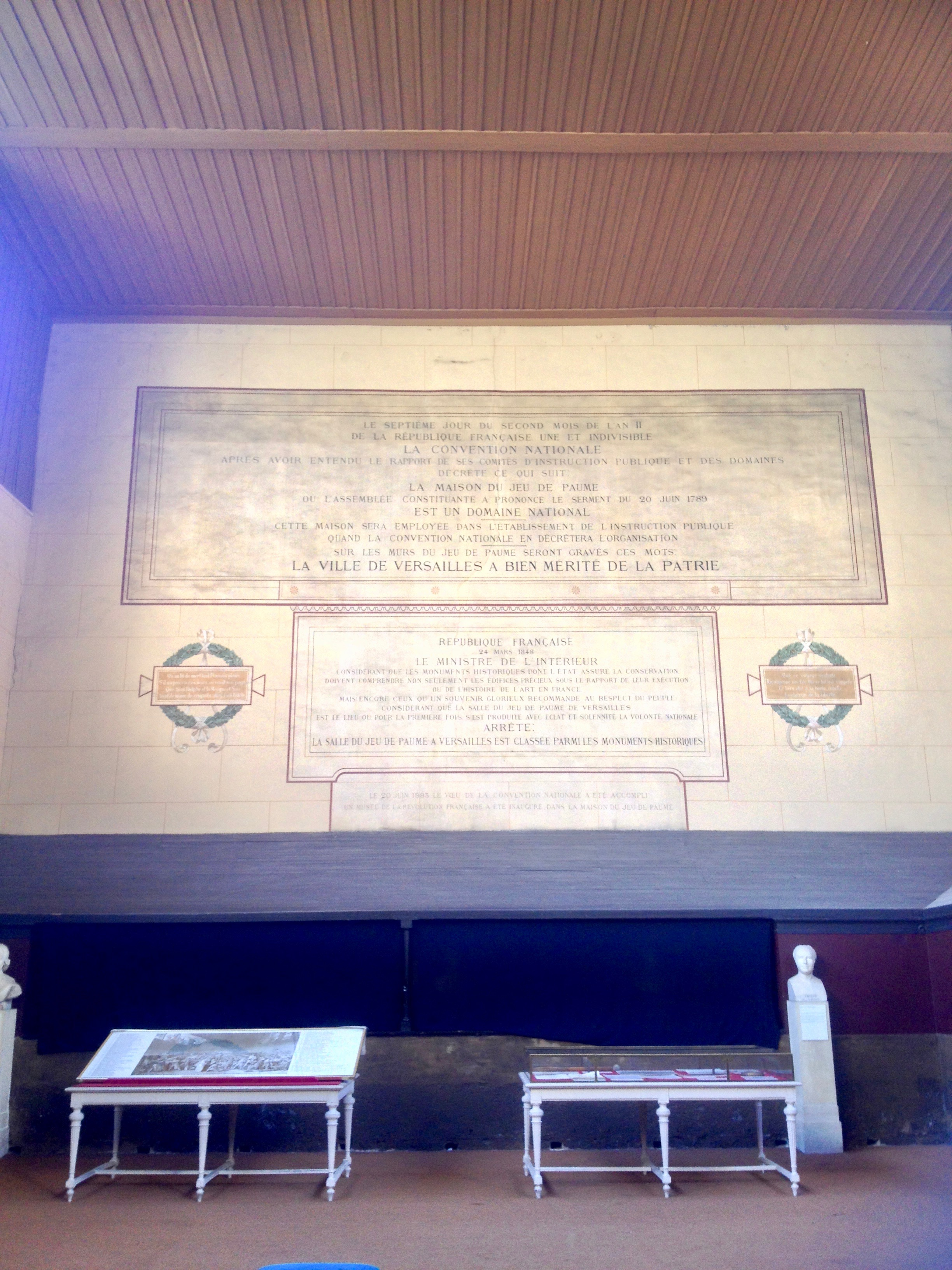
南側の壁の説明文。国有化されたこと、文化財に指定されたこと、革命博物館になったことの三点を明記。
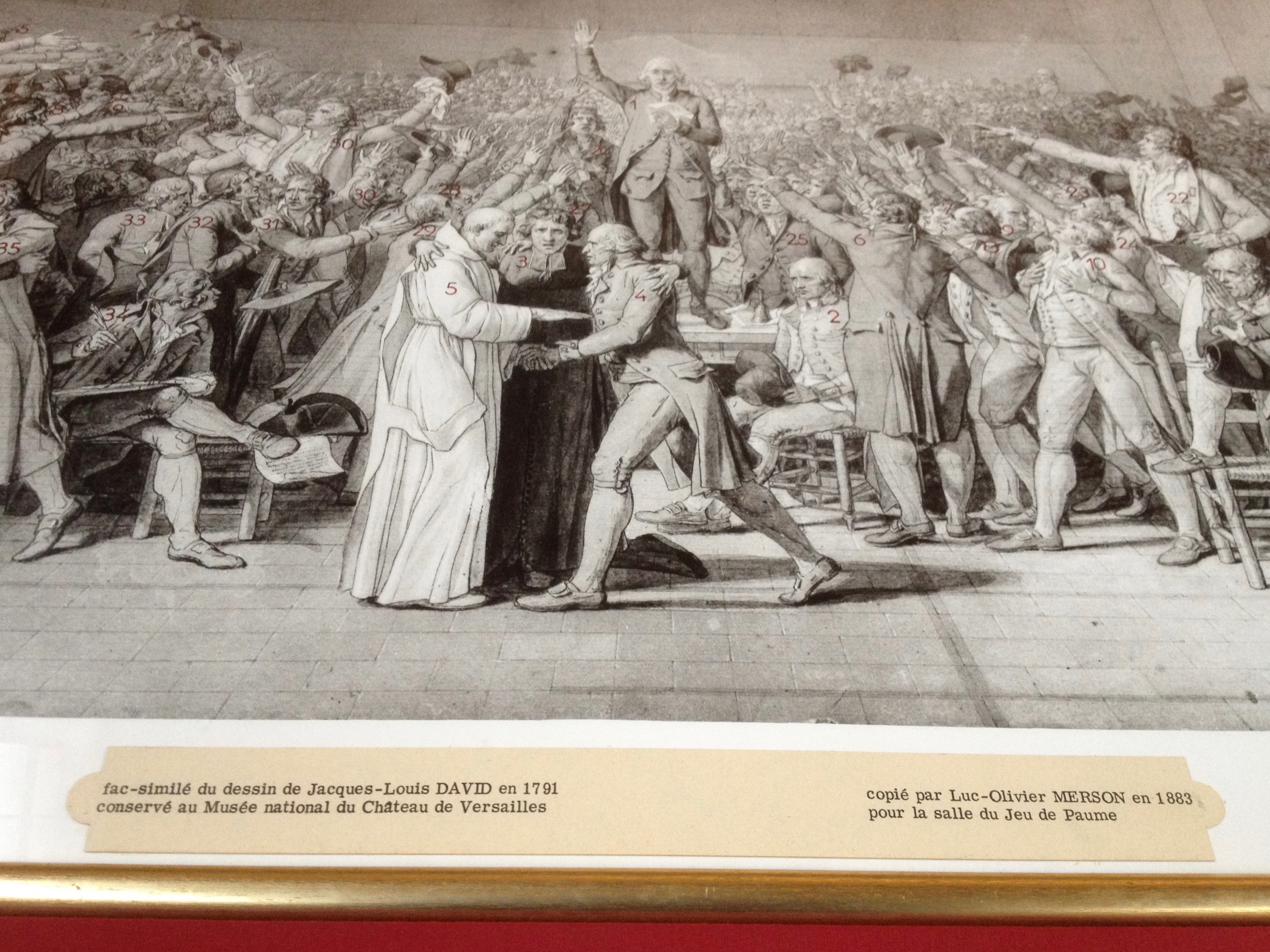
館内に展示されている、ダヴィッドの下絵のコピー。

## 建物の構造
- 通り（ジュ・ド・ポーム通り）に面して左右に入り口が一つずつある。

- 縦に長いコートの周囲三方（北西南側）を、庇のついた観戦ギャラリーが取り囲む。

- 北側のギャラリーの縁には控えのボールを置く溝が備えられている。

- 一般に、中央に網か簡単な紐を渡して球を打ち合ったとされる。

- 球戯場の大きさは一般に、最低でも、長さ28.5m、幅9.5m、屋根までの高さ7mがあり[7]、このコートもほぼ同様である。

- 東西の壁上部に壁の全長に渡る出窓があるため、日光が十分に入る構造である。

- ダヴィッドが1790年に球戯場を実際に訪れて描いたデッサンを見る限り、当時の天井はややドーム型で、現在の木組みの平天井ではなかったことがわかる（展示ケース内のデッサンの写真参照）。

- 議員達が集まった当時は、ボールが見えやすいように壁が黒く塗られており、天井は青地に王家の百合の紋章が描かれていたという[2]。